# オレクサンドル・フェデンコ
オレクサンドル・フェデンコ（Oleksandr Fedenko、1970年12月20日 - ）は、ウクライナ、キエフ (現:キーウ)出身の元自転車競技選手。
アレクサンドル・フェデンコ（Alexander Fedenko）ともいう。

## 来歴
1995年
- クロズ・スルビユ 総合優勝

1997年
- トラック世界選手権
  - 団体追抜 2位

1998年
- トラック世界選手権
  -  団体追抜 優勝（+ オレクサンドル・シモネンコ、ルスラン・ピドホルニー、セルヒー・マトヴィエイエフ）

1999年
- ウクライナ選手権
  - 個人ロードレース 優勝

2000年
- シドニーオリンピック
  -  団体追抜 2位

2001年
- トラック世界選手権
  -  団体追抜 優勝（+ オレクサンドル・シモネンコ、セルゲイ・チェルニオヴスキ、リュボミル・ポラタイコ）